# Torre Josep Déu i Mata
La Torre Josep Déu i Mata és un edifici residencial del barri de Vallvidrera, el Tibidabo i les Planes de Barcelona, situat al carrer de les Alberes, número 5-7, declarat bé amb elements d'interès (C).
És un edifici aïllat, de planta baixa i dues plantes pis, bastit com a residència unifamiliar. El 1907 l'arquitecte Jeroni Ferran Granell Manresa el va reformar i li donà un aire modernista, que es fa palès, especialment, en els esgrafiats a base de cintes i garlandes a totes les finestres. Acaba en teulada ceràmica amb un ràfec de permòdols prefabricats que envolta l'edifici. La casa té una torratxa molt estreta.